# La carne.
La carne. è il terzo album dei Valentina Dorme.

## Il disco
Il disco è stato pubblicato il 4 giugno del 2009 dalla Fosbury Records.

## Tracce
1. Un nome di fantasma
2. Benedetto, davvero
3. Il terzo uomo
4. Marco Ferreri
5. I girasoli
6. Giulia Bentley in estate
7. Trieste Centrale
8. Siracusa e le stelle
9. Olimpiadi salesiane
10. La buonanotte in francese
11. Io non sono forte

## Formazione
- Mario Pigozzo Favero — voce, chitarra,
- Alberto Scapin — chitarra
- Mario Gentili — basso
- Massimiliano Bredariol — batteria